# أنا-ليزا كريستين
أنّا-ليزا كريستين (بالإنجليزية: Anna-Lisa Christiane)‏ هي متسابقة ملكة الجمال وعارضة نيوزيلندية، ولدت في 18 نوفمبر 1994 في أوكلاند في نيوزيلندا.